# 小行星991
小行星991（991 McDonalda）是一颗围绕太阳公转的小行星。
該小行星以美國德克薩斯州的麥克唐納天文台命名。

## 参数
这颗小行星的绝对星等为11.12等。